# Badia (Mali)
Badia è un comune rurale del Mali facente parte del circondario di Kita, nella regione di Kayes.
Il comune è composto da 8 nuclei abitati:
- Boro
- Daféla (centro principale)
- Golobiladji
- Gontan
- Makana-Bambara
- Makana-Birgo
- Sananfara
- Toumoumba